# Marcus Rosenlund
Marcus Rosenlund är en finlandssvensk vetenskapsjournalist, redaktör och författare. Han arbetar sedan 15 år tillbaka som vetenskapsredaktör på Svenska Yle Kunskap och är mest känd som programledare för den populärvetenskapliga podden Kvanthopp samt det tidigare radioprogrammet Metallväktarna.

## Karriär
Marcus Rosenlund fick sin första kontakt med Yle som prao-elev redan på 1980-talet, vilket väckte hans intresse för journalistik. Han studerade senare journalistik vid Svenska social- och kommunalhögskolan och började därefter arbeta på Svenska Yle, bland annat med radionyheter.
Rosenlund var under åren 1995–2014 en av programledarna för det kultförklarade radioprogrammet Metallväktarna, som kombinerade hårdrock, satir och samhällskommentarer. Programmet väckte uppmärksamhet i Svenskfinland, bland annat genom det satiriska sommarmagasinet Café Satan som till och med blev föremål för ett riksdagsspörsmål.
Sedan mitten av 2000-talet har han fokuserat på vetenskapsjournalistik. Han tog själv initiativ till radioprogrammet och podden Kvanthopp, som han lett sedan starten. Programmet syftar till att förklara komplicerade vetenskapliga ämnen på ett sätt som är tillgängligt för allmänheten.

## Författarskap
Marcus Rosenlund är även författare till flera populärvetenskapliga böcker:
- Väder som förändrade världen (2018)
- Mot stjärnorna: strövtåg i universum (2020)
- Det stora lilla livet (2022)[1]

## Utmärkelser
Rosenlund har mottagit flera priser för sitt arbete:
- Topeliuspriset (2015) för framstående journalistik[1]
- Statens informationspris (2019) för folkbildande vetenskapsjournalistik[1]